# Braddock, Cornwall
Braddock är en ort och civil parish i Storbritannien.   Den ligger i grevskapet Cornwall och riksdelen England, i den södra delen av landet, 300 km väster om huvudstaden London. Braddock ligger 163 meter över havet och antalet invånare är 211.
Före 1 april 2021 hette civil parishen Broadoak.
Terrängen runt Braddock är huvudsakligen platt, men norrut är den kuperad. Runt Braddock är det ganska tätbefolkat, med 120 invånare per kvadratkilometer. Närmaste större samhälle är St Austell, 16,3 km sydväst om Braddock. Trakten runt Braddock består i huvudsak av gräsmarker.